# Kanton Château-la-Vallière
Château-la-Vallière is een voormalig kanton van het Franse departement Indre-et-Loire. Het kanton maakte deel uit van het arrondissement Tours. Alle gemeenten werden toegevoegd aan het kanton Langeais.

## Gemeenten
Het kanton Château-la-Vallière omvatte de volgende gemeenten:
- Ambillou
- Braye-sur-Maulne
- Brèches
- Channay-sur-Lathan
- Château-la-Vallière (hoofdplaats)
- Couesmes
- Courcelles-de-Touraine
- Hommes
- Lublé
- Marcilly-sur-Maulne
- Rillé
- Saint-Laurent-de-Lin
- Savigné-sur-Lathan
- Souvigné
- Villiers-au-Bouin